# 田島衛
田島 衛（たじま まもる、1921年（大正10年）2月23日 - 1988年（昭和63年）1月17日）は、日本の政治家。新自由クラブ衆議院議員（2期）。

## 来歴
東京府東京市（現東京都）江戸川区出身。府立三中(現都立両国高等学校)を経て早稲田大学法学部在学中、学徒出陣で海軍に入る。海軍特攻隊特殊潜航艇蛟龍艇長となり、海軍中尉で復員した。
その後、1951年（昭和26年）江戸川区議会議員に選出され4期在任。1969年（昭和44年）東京都議会議員となり2期務めた（自由民主党所属）。この間、都議会自民党副幹事長、同政調会長などを務めた。
1976年（昭和51年）第34回衆議院議員総選挙に東京都第10区から無所属で立候補して次点で落選。1979年（昭和54年）第35回総選挙に新自由クラブ公認で立候補し初当選した。1980年（昭和55年）第36回総選挙で再び当選。この間新自由クラブ国会対策委員長を務めた。しかし、1983年（昭和58年）の第37回総選挙で次点落選した。続く1986年（昭和61年）の第38回総選挙で再び落選した。1988年（昭和63年）死去。
自民党史に残る「四十日抗争」の際は田川誠一らとともに大平正芳に一票を投じた。元都議の樺山卓司、江戸川区議の藤沢進一は元秘書。
都議田島和明及び区議田島進そして田島鐵太郎は一族で江戸川区の地盤を保つ。